# Кејт Мос (књижевница)
Кетрин Мос (енгл. Katharine Mosse; Чичестер, 1961) је британски романописац, публициста и писац приповетки и емитер. Најпознатија је по свом роману Лавиринт из 2005. године, који је преведен на више од 37 језика. Она је 1996. године суоснивала годишњу награду за најбољи роман на енглеском језику објављену у Великој Британији од стране жена која је сада позната као Женска награда за белетристику.

## Рани живот и каријера
Мос је рођена у Чичестеру, а одрасла у Фишборну, Западни Сасек, најстарија је од три сестре рођене од оца адвоката, Ричарда (1920–2011) и мајке Барбаре (1931–2014). Мосова тетка је била укључена у кампању за рукоположење жена, а њен деда је био викар. Образовала се у средњој школи за девојке у Чичестеруи Њу Колеџ, Оксфорд,  где је дипломирала 1984. године са дипломом енглеског језика. Након што је напустила универзитет, провела је седам година радећи у издаваштву у Лондону за Hodder & Stoughton, затим Century, и на крају као уреднички директор у Hutchinson-у, делу групе Random House. Била је чланица Националне уније новинара и Жена у издаваштву.
Издаваштво је напустила 1992. године, за списатељску каријеру почевши са публицистиком, Becoming a Mother.

## Каријера

### Рано писање и Лангедокска трилогија
Иако је најпознатија по својој авантуристичкој и фантастици о духовима, инспирисана стварном историјом, прва два Кејт Мосова дела била су нефиктивна.Becoming A Mother (у свом седмом издању) објавио је Virago 1993. године, а затим 1995. године The House: Behind the Scenes at the Royal Opera House, Covent Garden коју је објавио BBC Books уз BBC 2 The House. Затим је написала два савремена романа. Eskimo Kissing (Ескимски пољубац), о младој, усвојеној жени која тражи своје порекло, био је добро прихваћен када је објављен 1996. Након тога је 1998. уследио биотехнолошки трилер, Crucifix Lane.
Први из трилогије из Лангедока, Лавиринт, појавио се 2005. Међународни бестселер број један, продат је у милионима примерака и био је најпродаванији наслов у Великој Британији за 2006. Такође је освојила награду Richard & Judy за најбољу књигу на British Book Awards 2006. и проглашена је за једну од 25 најбољих књига Waterstones-а у последњих 25 година. Минисерија Лавиринт је емитована 2013. 
У октобру 2007. објављен је други роман у трилогији, Гроб. Прича о прогањама и тароту смештеним у Fin de siècle и Француској 20. века, такође је био бестселер број један у Великој Британији и међународни бестселер. Док је Мос истраживала за трећи и последњи роман у трилогији, објавила је свој роман The Winter Ghosts (Зимски духови) 2009. године, заснован на новели којој је претходно допринела Иницијативи за брзо читање. Филмска права су продата Ruby Films. Цитадела, трећи роман у трилогији, изашао је 2012. године и такође је био међународни бестселер. Инспирисан стварном историјом отпора у Каркасону током Другог светског рата, прича причу о замишљеној јединици отпора која се састоји само од жена.
У октобру 2013. објављена је Мосова збирка приповедака, The Mistletoe Bride & Other Haunting Tales (Невеста од имеле и друге уклете приче) – збирка прича о духовима инспирисана традиционалним народним причама и сеоским легендама из Енглеске и Француске, широм Сасекса, Бретање и Лангедока.
У септембру 2014, Мос је објавила свој готички трилер The Taxidermist's Daughter,  смештен у 1912. у Фишборну и Чичестеру . 
У јуну 2019, Мосе је објавилаThe Burning Chambers (Горуће одаје),  први у низу романа, почевши од Француских религијских ратова, који обухватају 300 година од 1562. у Каркасону, преко Амстердама до 1862. у Франсхуку, Западни Кејп, Јужна Африка. Други у низу, The City of Tears (Град суза),  објављен је 2020. године.

### Остала дела и драме
Мос је такође допринела бројним есејима и причама антологијама и збиркама, укључујући Modern Delight (књигу инспирисану књигом Џон Бојнтон Пристлија из 1949. године) коју је објавио Waterstone's да прикупи новац за акцију против дислексије и Лондонску библиотеку; Little Black Dress (Мала црна хаљина) (приредила Susie Maguire); Midsummer Nights (Летње ноћи) (уредила Jeanette Winterson), збирка за прославу 75. годишњице Glyndebourne Opera House у Источном Сасексу; The Best Little Book Club in Town and The Coffee Shop Book Club у помоћ Breast Cancer Care и Why Willows Weep (приредила Трејси Шевалије ) у помоћ Woodland Trust-у (2011), Write (Guardian Books), Virago at 40 (приредио Lennie Goodings), Fifty Shades of Feminism (приредиле Lisa Appignanesi, Rachel Holmes и Susie Orbach), Writing Historical Fiction  (приредили Celia Brayfield и Duncan Sprott) и Anthology of World War I Literature for Children (приредио Michael Morpurgo) у 2014, као помоћ Краљевској британској легији и SSAFA-и.
Мос је такође написала уводе у реиздања бројних дела белетристике, укључујући Годишњак писаца и уметника 2009, Крвави капетан Рафаела Сабатинија, Морамо да причамо о Кевину Лајонела Шрајвера, Острво са благом Роберта Луиса Стивенсона, Голдфингер Ијана Флеминга, Ноћ пада на град Сара Гејнхем, Чичестерски списак Фила Хјуита, Чичестерска лука: Енглески обални драгуљ Лиз Сејгз, Сто великих представа жена Луси Кербел.
Године 2012. објавила је књигу поводом 50 година Чичестерског фестивалског театра. Chichester Festival Theatre at Fifty издаје издавачка кућа Унбоунд која финансира публику.
Њена прва представа, Syrinx, била је део пројекта SkyArts Theatre Live, који је осмислио Санди Токсвиг. Први пут изведена у јулу 2009. године, те је исте године освојила награду за публицитет у медијима. Мосеова друга представа Endpapers била је део пројекта Шездесет шест књига Буш театра из 2011. године.  Њен монолог је инспирисан Књигом Откривења, последњом књигом у Библији.
У септембру 2020, Мосова сопствена адаптација њеног готичког трилера Таксидермистова ћерка из 2014, смештена у 1912. у Фишборну и Чичестеру, биће премијерно приказана у Чичестерском фестивалском позоришту. 

### Новинарство и радиоемисије
Мос пише за различите новине и часописе, укључујући The Times, Telegraph, Guardian и The Sunday Times, а од 2008. до 2011. писала је редовну колумну за часопис за трговину књигама The Bookseller. Редовни гост на британском радију и телевизији, представила је књижевну чет емисију BBC Four Readers' and Writers' Roadshow и појављује се на BBC Breakfast News и BBC2's The Review Show. Она је гостујући презентер за A Good Read  на BBC Radio 4. Мос је била капитен победничког тима бивших студената са Њу колеџа у Оксфорду на Божићном универзитетском изазову славних 2012. У тиму су били романописци Рејчел Џонсон и Патрик Гејл. У јануару 2021. Кејт Мос је покренула #WomanInHistory, глобалну кампању прославе позивајући људе да номинују жену из историје за коју су мислили да би требало да буде познатија.  

## Награде
Мос је именована за официра Ордена Британскг царства (ОБЕ) на рођенданским почастима 2013. за заслуге у књижевности. 
Године 2000. проглашена је Европском женом достигнућа за допринос уметности.  Године 2006. номинована је за Quill Award и освојила Британску награду за књиге за најбоље читање године за Лавиринт. Има почасни магистар Универзитета у Чичестеру. Такође је била добитница награде "The Spirit of Everywoman Award", 2012. коју додељује NatWest. Године 2013. проглашена је за једну од 100 најутицајнијих људи у издаваштву од стране Продавца књига и од тада се појавила на свим листама. Evening Standard ју је прогласио једном од 1000 најутицајнијих људи у уметности у Лондону 2013. године. 
Године 2019. именована је за гостујућег професора савремене књижевности и креативног писања на Универзитету у Чичестеру.  

## Лични живот
Удата је за драмског писца Грега Моса и има двоје одрасле деце. 
Године 1989. она и њен муж су купили малу кућу у Каркасону у региону Лангедок у југозападној Француској, што је била инспирација за њену бестселер трилогију историјских романа о путовању кроз време. Вратила се у свој родни град Чичестер 1998. године када је постала прва жена извршни директор Чичестерског фестивалског театра.

## Медији
У јуну 2023. Мос је била позвана као гост у дуготрајној радио серији BBC Radio 4 - Desert Island Discs коју је водила Лаурен Лаверне.

### Фикција
- Eskimo Kissing (Љубљење ескима) (1996)
- Crucifix Lane (1998)
- The Cave (Пећина) (новела Иницијатива за брзо читање, 2009)
- The Winter Ghosts (Зимски духови) (2009)
- The Mistletoe Bride & Other Haunting Tales (Невеста од имеле и друге застрашујуће приче) (приповетке, 2013)
- The Taxidermist's Daughter (Таксидермистова ћерка) (2014)

#### Лангедокска трилогија
1. Labyrinth (Лавиринт)  ((2005)
2. Sepulchre (Гроб) (2007)
3. Citadel (Цитадела) (2012)

#### СеријалBurning Chambers
1. The Burning Chambers (Запаљене одаје) (2018)
2. The City of Tears (Град суза) (2020)
3. The Ghost Ship (Уклети брод) (2023)

### Документарна литература
- Becoming a Mother (Постати мајка) (1993)
- The House: Behind the Scenes at the Royal Opera House, Covent Garden (Кућа: Иза кулиса у Краљевској опери, Ковент Гарден) (1995)
- Chichester Festival Theatre at Fifty(2012)
- Warrior Queens & Quiet Revolutionaries: How Women (Also) Built the World (Краљице ратнице и тихе револуционарке: Како су (и) жене изградиле свет)  (2022)

### Драме
- Syrinx (2009)
- Endpapers (2011)
- The Taxidermist's Daughter - адаптација (Таксидермистова ћерка) (2020)